# بیلاسسار د دالت
بیلاسسار د دالت (به اسپانیایی: Vilassar de Dalt) یک شهرستان در اسپانیا است که در بارسلون واقع شده‌است.

## خصوصیات
بیلاسسار د دالت ۸٫۸۷ کیلومترمربع مساحت و ۸٬۴۷۶ نفر جمعیت دارد و ۱۳۵ متر بالاتر از سطح دریا واقع شده‌است.